# Haapasaari (ö i Kuhmois, Pitkävesi)
Haapasaari är en ö i Ottelesjö i Finland. Den ligger i sjön Honkanen och i kommunen Orivesi i och landskapet Birkaland, i den södra delen av landet, 160 km norr om huvudstaden Helsingfors. Öns area är 3,5 hektar och dess största längd är 270 meter i sydöst-nordvästlig riktning.